# Вільмош Ковач
Вільмош Ковач (угор. Vilmos Kovács, 5 червня 1927, Гать — 13 листопада 1977, Будапешт) — угорський поет і письменник.

## Діяльність
Вільмош Ковач народився 4 червня 1927 р. у селі Гать, Закарпаття. Його батьком був Еміл Ковач, столяр і муляр. Його мати, Борбара, померла в 1936 році від туберкульозу. У 1938—1939 рр. проживав у м. Берегово, там він закінчив перший клас початкової школи. У період з 1939 по 1945 рік він мешкав у Мукачеві. Він відвідував Школу вищої торгівлі Мукачева, яку закінчив у 1945 році. У 1945 році він повернувся до Гаті, де його батько став головою місцевого національного комітету. Його батько помер незабаром, у 1946 році, у віці 44 років.
Був бухгалтером філії компанії Beregszász Inventory Company, на початку 1949 року переїхав до Мукачева, де працював бухгалтером у міській податковій інспекції. Ще в червні того ж року його призначили головним бухгалтером податкової служби. У вересні 1952 року він став податковим радником, а потім головним радником. У 1952 році він закінчив україномовну вечірню середню школу та вступив до Чернівецько-Львівського фінансово-економічного коледжу, де навчався до 1957 року. У 1955 році став членом районної газети «Прапор Перемоги». Він офіційно працював бухгалтером, але також керував культурною секцією газети та літературною студією у газеті. З другої половини 50-х років став редактором, а згодом головним редактором угорського відділення Закарпатського територіального видавництва в Ужгороді. З 1958 по 1971 рік — редактор угорського відділу видавництва «Карпати» в Ужгороді. Він переїхав до Будапешта в 1977 році і там же помер у тому ж році.
Його вважали одним із найвидатніших представників угорської лірики в Закарпатті.  Він був першим в угорській літературі Закарпаття в після Другої світової війни, який успішно прорвав природні та штучні бар'єри письма меншин. Першим його поетичним томом стала збірка «Vallani kell» (Ужгород, 1957). Його поезія характеризується історичною свідомістю та чистотою виразів. У 1963 р. також була опублікована добірка його віршів російською мовою («Весняна буря», Москва, 1963).
Він також займався літературними перекладами: він також перекладав твори Арсеньєва, Гайдара, Короленка та Шевченка на угорську мову. Відома також його робота у вітчизняних та зарубіжних газетах. Він прагнув «потрапити в духовний кругообіг нації» угорської літератури Закарпаття, яка «оцінювалась за власними законами» та долею громад та народів, що живуть в особливій історичній ситуації.

## Творчість
- Tavaszi viharok (Ungvár, 1959)
- Holnap is élünk (regény, Ungvár, 1965)
- Lázas a Föld (Ungvár, 1962)
- Csillagfénynél (Ungvár, 1968)
- Kik voltak…? Nyelv- és őstörténeti írások a honfoglaló magyarság kialakulásáról I—II. kötet. Változó Világ Sorozat, a Kárpátaljai Magyar Kulturális Szövetség kiadása, Ungvár 1997